# Croton guaiquinimae
Espèce
Classification APG III (2009)
 Croton guaiquinimae est une espèce de plantes à fleurs du genre Croton et de la famille des Euphorbiaceae, présente au Venezuela (État de Bolívar).